# Vasile Ciocîrlan
Vasile Ciocîrlan (n. 21 decembrie 1926, Grumăzești, Neamț) este un botanist și profesor universitar român, recunoscut pentru contribuțiile sale la studiul florei și vegetației României, în special al buruienilor, și pentru lucrările de sinteză, precum „Flora ilustrată a României” și „Flora Deltei Dunării”. A publicat peste 117 lucrări științifice și a descoperit peste 50 de specii și 21 de subspecii noi pentru flora românească. A activat peste patru decenii la Institutul Agronomic „N. Bălcescu” București, contribuind la definirea botanicii agricole ca disciplină de specialitate.

## Biografie
Copilărie și educație
Vasile Ciocîrlan s-a născut la 21 decembrie 1926 în comuna Grumăzești, județul Neamț, într-o familie de țărani cu mai mulți copii. A urmat școala primară în satul natal (1933–1937), apoi Școala Normală „Gheorghe Asachi” din Piatra Neamț, obținând diploma de învățător în 1946. În 1947, a susținut bacalaureatul la Liceul Teoretic „Petru Rareș” din Piatra Neamț. În ciuda greutăților postbelice, a fost admis la Facultatea de Științe Naturale a Universității „Al. I. Cuza” din Iași, absolvind în 1951 cu rezultate remarcabile. În ultimul an de studii, a fost preparator la Catedra de Botanică sub îndrumarea profesorului Constantin Papp. A obținut diploma de merit la examenul de stat din 1952, fiind influențat de profesori precum Mihai Constantineanu, Olga Necrasov și Constantin Burduja. 
În 1968, a obținut titlul de doctor în biologie la Universitatea București cu teza „Flora și vegetația bazinului subcarpatic Slănicul de Buzău”, sub îndrumarea profesorului Traian Ștefureac. Lucrarea, evaluată de o comisie formată din Iuliu Moraru, Constantin Toma și Mihai Răvăruț, a fost apreciată pentru rigoarea sa științifică. 
Carieră profesională
După absolvire, Vasile Ciocîrlan a fost profesor la Școala Medie Agricolă Calafat (1951–1953). În 1953, a devenit asistent la Catedra de Botanică a Facultății de Horticultură din Institutul Agronomic „N. Bălcescu” București, colaborând cu profesorul Gheorghe Anghel până în 1968. A fost promovat șef de lucrări (1968–1978), conferențiar (1978–1990) și profesor (1990–1996). După pensionarea din 1996, a continuat ca profesor consultant. A activat peste patru decenii în învățământul agronomic bucureștean, contribuind la formarea studenților și la cercetarea botanică. A fost îndrumător de doctorat la Universitatea București, Facultatea de Biologie. 

## Activitate științifică
Vasile Ciocîrlan a adus contribuții semnificative la botanica agricolă, în special prin studiul florei spontane, segetale și ruderală, și prin lucrări de sinteză de referință. A publicat 117 lucrări științifice, grupate în: descrierea familiilor și speciilor botanice, cercetarea buruienilor, sistematica, contribuții la Flora României, studii floristice și fitogeografie. A descoperit peste 50 de specii și 21 de subspecii noi pentru flora românească. 

### Domenii de cercetare
- Flora spontană, segetală și ruderală
- Buruienile din culturile agricole
- Sistematica plantelor
- Flora României și a Deltei Dunării
- Studii floristice
- Fitogeografie

### Contribuții științifice
- A descoperit peste 50 de specii și 21 de subspecii noi pentru flora românească, incluzând specii precum *Hypericum rumeliacum* (1956), *Aubrieta intermedia* (1961) și *Atriplex heterosperma* (1994). [1]
- A realizat studii floristice în zone puțin cercetate, precum bazinul Slănicul de Buzău, Defileul Dunării și Delta Dunării, evidențiind compoziția și asociațiile floristice. [1]
- A contribuit la „Flora României” prin lucrări precum „Contribuții la flora României” (1978, 1992, 1993, 1994) și „Cormofite noi în flora României și a Deltei Dunării” (1993). [1]
- A publicat lucrări de sinteză despre buruieni, precum „Buruienile din culturile agricole și combaterea lor” (1972), „Determinator de buruieni” (1975, cu C. Chirilă, I. Badea), „Determinatorul buruienilor din culturile agricole” (1982, cu C. Chirilă) și „Atlasul principalelor buruieni din România” (2002, coordonator). [1]
- A elaborat „Flora ilustrată a României” (1988, 1990, 2000), o lucrare de referință pentru identificarea plantelor, și „Flora Deltei Dunării” (1994), recunoscută internațional. [1]
- A efectuat cercetări de fitogeografie, analizând distribuția florei în funcție de factori ecologici și geografici, în lucrări precum „Analiza areal-geografică a florei din partea sudică a bazinului Slănicul de Buzău” (1966) și „Împărțirea fitogeografică a teritoriului României” (1996). [1]
- A studiat sistematica plantelor, publicând lucrări precum „Sistematica familiei Vitaceae” (1970) și „Cu privire la clasificarea familiei Liliaceae” (1998). [1]
- A participat la proiecte ale Academiei Române, inclusiv studiul florei de la Porțile de Fier și în Rezervația Biosferei Delta Dunării. [1]

### Activitate didactică
Vasile Ciocîrlan a elaborat materiale didactice esențiale pentru studenții agronomi, contribuind la cursul unic de Botanică (1980) cu capitole despre frunză, sistematică și subclasa Rosidae. A publicat două ediții ale „Îndrumătorului de lucrări practice la botanică” (1966, 1972), apreciate pentru claritatea și ilustrațiile explicative. A organizat activități practice, promovând o abordare accesibilă și aplicată a botanicii agricole. 

## Lucrări
Vasile Ciocîrlan a publicat 117 lucrări științifice, dintre care menționăm:
- „Hypericum rumeliacum, specie nouă pentru flora RPR”, Natura, 1956
- „O specie nouă pentru RPR - Aubrieta intermedia”, Lucr. Șt. Institutul Agronomic „N. Bălcescu”, 1961
- „Ephedra distachya pe dealurile Slănicului de Buzău”, Lucr. Șt. Seria A, Institutul Agronomic „N. Bălcescu”, 1965
- „Analiza areal-geografică a florei din partea sudică a bazinului Slănicul de Buzău”, Studii și cercetări de biologie, Seria Botanică, 1966
- „Flora și vegetația pajiștilor de la Dealul Sasului Muscel”, Lucrări științifice, Institutul Agronomic „N. Bălcescu”, 1967
- „Flora și vegetația bazinului subcarpatic Slănicul de Buzău” (teză de doctorat), București, 1968
- „Contribuții floristice din Defileul Dunării, sectorul Cozla-Berzeasca”, Studii și cercetări biologice, Seria Botanică, 1969
- „Sistematica familiei Vitaceae”, 1970
- „Buruienile din culturile agricole și combaterea lor” (cu C. Chirilă, A. Ulinici), Editura Ceres, 1972
- „Determinator de buruieni” (cu C. Chirilă, I. Badea), Editura Ceres, 1975
- „Contribuții la flora României”, 1978
- „Determinatorul buruienilor din culturile agricole” (cu C. Chirilă), Editura Ceres, 1982
- „Flora ilustrată a României” vol. I, Editura Ceres, 1988
- „Flora ilustrată a României” vol. II, Editura Ceres, 1990
- „Completări la flora României”, Studii și cercetări de biologie, Seria Biologie vegetală, 1992
- „Flora Deltei Dunării”, Editura Ceres, 1994
- „Flora ilustrată a României”, Editura Ceres, 2000
- „Atlasul principalelor buruieni din România” (coordonator, cu C. Chirilă, M. Berea), 2002
- „Flora segetală a României” (cu M. Berea, C. Chirilă, I. Costea, Gh. Popescu), 2004

## Premii și recunoaștere
- Premiul Academiei Române pentru „Buruienile din culturile agricole și combaterea lor” (1972)
- Membru al colectivelor Academiei Române pentru studiul florei de la Porțile de Fier și Rezervația Biosferei Delta Dunării
- Omagiat la Universitatea București de profesorul Constantin Toma la împlinirea vârstei de 75 de ani
- Lucrările sale, în special „Flora Deltei Dunării” și „Flora ilustrată a României”, au fost solicitate de botaniști din Europa (Anglia, Franța, Germania, Olanda, Serbia, Cehia, Slovenia, Polonia, Ucraina, Bulgaria)